# FILM (制作プロダクション)
株式会社FILM（フィルム、英: FILM,INC.）は、日本の制作プロダクション。
社名のFILMは「Fuji + IG Lab for MOVIES」の頭文字に由来する。

## 歴史
2006年2月、フジテレビとProduction I.Gの共同出資により「FILM有限責任事業組合（通称：FILM LLP（フィルム エルエルピー）」として設立。設立当初は主にフジテレビとProduction I.Gの映画部門の関連業務を行っていた。
2011年10月、「株式会社FILM」として株式会社化。株式会社化後は出資元や系列に関係なく映画及びテレビドラマの企画・制作・編集・VFX・宣伝物やポスターデザイン、DVD・Blu-ray Disc等の企画制作、CM映像や広告物の企画・製作・デザイン、イベント映像の企画・製作等を行う映像を中心とした総合制作プロダクションとなっている。

## 主な部門

### 映像制作部門
映画、テレビ番組、CM制作業務を行う。フルデジタルのXsanワークフローを構築し、リアルタイムで4K映像の加工ができることが特徴。
- ほんとにあった怖い話 フジテレビ 番組
- 誰も守ってくれない 映画
- 映画の達人 フジテレビ 番組
- FLY! FLY! FLY! 映画「ハッピーフライト」関連番組
- ラスト・フレンズ タイトルバック
- SP THE MOTION PICTURE 映画
- パーフェクト・リポート タイトルバック協力
- 寄生獣（日テレ×MOVIE 2014年 山崎貴監督） - 編集
- 信長協奏曲（フジテレビムービー 2015年 松山博昭監督） - 制作プロダクション
- 劇映画 孤独のグルメ（テレビ東京開局60周年記念特別企画 2025年 松重豊監督） - 制作プロダクション

### 音響制作部門
スカイウォーカー・サウンドのスタジオとスカイ・リンクと呼ばれる専用線を結んでおり、リアルタイムでサンフランシスコ－東京間での並行作業が可能。
- ブレイブ・ストーリー
- 少林少女

### DVD制作部門
フジテレビ映画のDVD制作事業を引き継ぎ、THE 有頂天ホテル、ブレイブストーリーなどのDVDを制作している。
- スウィングガールズ
- THE 有頂天ホテル
- それでもボクはやってない
- ブレイブ・ストーリー

### VFX CG部門
AppleのXsanをファイルシステムとし、Maya, 3ds Max,  Adobe After Effectsなどを使った、VFX CG制作チーム。映画からCMまで幅広い仕事を受注している。

### THX部門
THX部門はアメリカTHX社と提携して高画質・高音質の映像制作が可能。主にDVDのTHX認可を取る日本の窓口となっている。

## 関連人物

### 脚本家
- 市東さやか
- 本山航大
- 井本智恵
- 伊藤優
- 鈴木洋介（業務提携）

### 製作
- 亀山千広 - 初代代表取締役社長（LLP時代は職務執行者）・フジテレビジョン映画事業局初代局長
- 石原隆 - 二代目代表取締役社長・フジテレビジョン映画事業局2代目局長、現同社執行役員編成局長
- 小川晋一 - 三代目代表取締役社長・フジテレビジョン取締役・フジテレビジョン総合事業局総合事業統括局長兼秋田テレビ取締役
- 桑田靖 - 四代目代表取締役社長
- 臼井裕詞 - 五代目代表取締役社長・フジテレビジョン編成制作局局長職ドラマ映画制作センター室長
- 石川光久 - Production I.G 代表取締役会長
- 関口大輔 - 元フジテレビ映画事業局プロデューサー、現ワーナー ブラザーズ ジャパン所属
- 森下勝司 - Production I.Gプロデューサー
- 出納泰治 - FILMスタッフ
- 古郡真也 - FILMスタッフ・プロデューサー